# Rhinella arborescandens
Rhinella arborescandens är en groddjursart som först beskrevs av William Edward Duellman och Schulte 1992.  Rhinella arborescandens ingår i släktet Rhinella och familjen paddor. IUCN kategoriserar arten globalt som otillräckligt studerad. Inga underarter finns listade i Catalogue of Life.